# Sustentação negativa

Vista da parte inferior do carro de F1 Lotus 78 e, a funcionalidade dos pods laterais, que são moldados por dentro com um perfil de asa negativa.

Sustentação negativa ou força descendente é o efeito causado por um aerofólio ou qualquer outro apêndice aerodinâmico e que tende a manter o veículo mais firme no solo, inclusive em curvas, graças a passagem do ar por esses equipamentos.

## Kits aerodinâmicos
Para obter sustentação negativa, os carros de competição possuem kits aerodinâmicos, fazem parte deste kit a asa dianteira, asa traseira e passagens de ar embutidas em um kit de corpo especial para o carro.
A função deste kit aerodinâmico, de uma visão geral, não é só oferecer sustentação negativa ao carro, mas sim o que seria uma conseqüência de um kit aerodinâmico bem configurado, oferecer também estabilidade nas curvas.

### Configuração dos kits aerodinâmicos
A configuração destes kits aerodinâmicos podem levar a pontos diferentes em termo de pilotagem. Pode-se fazer o carro obter a velocidade máxima de uma forma mais rápida onde o espaço físico permitir, ou seja, o carro irá correr mais de reta, porém, não irá se comportar bem em curvas. Por outro lado, pode-se configurar o conjunto aerodinâmico para obter mais estabilidade em curvas, no entanto, o carro não correrá o mesmo em retas. 
O objetivo de um piloto na preparação de um carro de competição inclui o acerto do conjunto aerodinâmico, isto é, encontrar uma configuração adequada que ofereça as duas vantagens ou a vantagem necessária, levando em consideração os detalhes de cada circuito, seus traçados, tipos de curva (curvas de baixa, média ou alta velocidade), qualidade da pista e suas ondulações.